# Sexta Emenda à Constituição dos Estados Unidos
A Sexta Emenda à Constituição dos  Estados Unidos (em inglês: Sixth Amendment to the United States Constitution) 
estabelece direitos relacionados a processos criminais. Foi ratificada em 1791 como parte da "Declaração dos Direitos dos Estados Unidos". A Suprema Corte aplicou a maioria das proteções desta emenda aos estados por meio da Cláusula do devido processo da seção I da Décima Quarta Emenda.

## Visão geral
A "Sexta Emenda" concede aos réus criminais o direito a um julgamento rápido e público por um júri imparcial composto por jurados do estado e distrito em que o crime foi alegado como tendo sido cometido. De acordo com a exigência de um júri imparcial, os jurados devem ser imparciais, e o júri deve consistir de uma seção representativa da comunidade. O direito a um júri aplica-se apenas a infrações em que a pena seja de prisão por mais de seis meses. No caso Barker v. Wingo, a Suprema Corte articulou um teste de equilíbrio para determinar se o direito de um réu a um julgamento rápido foi violado e considerou que qualquer atraso de mais de um ano seria "presumivelmente" (mas não absolutamente) prejudicial. O Supremo Tribunal considerou que o requisito de um julgamento público não é absoluto e que tanto o governo como o arguido podem, em alguns casos, solicitar um julgamento à porta fechada.
A "Sexta Emenda" exige que os réus criminais sejam informados da natureza e da causa das acusações contra eles. A Cláusula de Confronto da emenda dá aos réus criminais o direito de confrontar e interrogar as testemunhas, enquanto a Cláusula de Processo Compulsório dá aos réus criminais o direito de chamar suas próprias testemunhas e, em alguns casos, obrigar as testemunhas a depor. A Cláusula de Assistência Jurídica concede aos réus criminais o direito de serem assistidos por um advogado. No caso Gideon v. Wainwright e casos subsequentes, a Suprema Corte considerou que um defensor público deve ser fornecido aos réus criminais incapazes de pagar um advogado em todos os julgamentos em que o réu enfrenta a possibilidade de prisão.

## Redação
| “ | Em todos os processos criminais, o acusado terá direito a um julgamento rápido e público, por um júri imparcial do Estado e distrito em que o crime foi cometido, distrito esse que deve ter sido previamente apurado por lei e ser informado a natureza e a causa da acusação; ser confrontado com as testemunhas contra ele; ter processo compulsório para obtenção de testemunhas em seu favor e contar com o auxílio de um advogado para sua defesa. | ” |

## Direitos garantidos
Esses são os direitos garantidos pela Sexta Emenda:
- Julgamento rápido
- Julgamento público
- Júri imparcial
  - Imparcialidade
  - Seleção de jurados
  - Sentenciamento
- Vizinhança
- Aviso de acusação
- Confronto
- Processo obrigatório
- Assistência de advogado
  - Auto-representação